# Ghord
Ghord est un groupe français de thrash metal, originaire de Nancy, en Lorraine. Il compte un total de trois albums studio avec trois formations différentes : Goddess of Darkness (2006), Underworld in Mourning (2007) et All My Live (2012). Le groupe est en pause depuis 2015.

## Biographie
Ghord est formé en 2004 dans la région nancéienne, de la rencontre entre des passionnés de musique et de heavy metal en particulier. En septembre 2005, le groupe est annoncé aux DCD Studios pour l'enregistrement de l'EP Pact of Blood II qui devrait sortir en début d'année 2006. En janvier 2006, ils annoncent la mise en ligne de leur propre page Myspace. Ce même mois, le groupe annonce la fin des enregistrements de l'EP Pact of Blood II rebaptisé Goddess of Darkness. La date de sortie est annoncée pour le 28 janvier 2006.
En février 2013, Ghord publie un album live intitulé All My Live, qui comprend douze chansons. Le groupe est annoncé en concert le 20 avril à Verdun avec Snaked, le 4 mai à Volmerange-les-Mines, et le 8 juin à St-Dié avec Solarstorm. En juin 2013, Ghord annonce sa séparation. Cependant, il revient sur sa décision en juillet la même année, et recherchent d'un bassiste, et JMS doit prochainement être testé au poste de chanteur. En 2014, le groupe participe à quelques concerts dans le Grand-Est en compagnie d'Agressor, Mercyless, Broken Edge et Dehumanize, au Lezard’Os Metal Fest. En 2015, le groupe met ses activités en suspens.

## Membres

### Membres actuels
- Alban Blaising - basse (2013-2015), guitare, chant (?-2013)
- Didier Ducouloux - guitare (2004-2015)

### Anciens membres
- Ghreg - basse (2004-2011)
- Hyperion - batterie (2004-2011)
- Olivier Morilhat - guitare (2004-2013)
- Romu Carré - batterie (2011-2015)
- Alain Germonville - chant (2012-2013)
- Nicolas Griette - chant (2014-2015)

### Membres live
- Frédéric Simon - chant (2013)
- Nicolas Griette - chant (2014)

## Discographie
- 2006 : Goddess of Darkness (EP/démo)
- 2007 : Underworld in Mourning
- 2012 : Will You Understand (EP promotionnel)
- 2013 : All My Live (album live)
- 2015 : Telethon Bootleg 2014 (album live)